# Lista de membros da Academia francesa
A Academia Francesa (em francês: Académie française) foi fundada por Richelieu em 1635, sob o reinado de Luís XIII de França. É composta por 40 membros, conhecidos como Immortels (ou imortais), que possuem assentos vitalícios. A Lista de membros da Academia francesa é divida em duas: uma contendo os membros atuais e outra listando quem já ocupou cada uma das 40 cadeiras.
Um assento é declarado oficialmente como vago após "período de decência" (délai de décence) pelo falecimento do ocupante. Esse período não pode ultrapassar um ano, exceto quando o ocupante exerceu alguma função de destaque  na instituição. Após esse período, o assento é preenchido através de uma eleição realizada pelos outros membros. Após a eleição, o candidato deve ser aprovado pelo protetor da Academia, que é o chefe de estado (hoje o presidente da república) da França, o que normalmente ocorre através de uma audiência com o recém-eleito. Depois disso, o membro é empossado em uma cerimônia de instalação à portas fechadas e, por fim, participa de uma cerimônia de recepção em que realizará um discurso no qual ele terá que elogiar o seu antecessor. Após e eleito e empossado, o novo membro não intervém nas sessões da academia por um “tempo iniciático” (temps initiatique) de poucos meses.

## Membros atuais
Atualmente a Academia Francesa possui 36 membros devido à vacância das cadeiras 3, 11, 14 e 22. Entre os atuais membros, 5 são mulheres. Não existe restrição de nacionalidade para ocupar uma cadeira, existem escritores estrangeiros ou de origem estrangeira ocupando assentos atualmente como hispano-peruano Mario Vargas Llosa, o canadense de origem haitiana Dany Laferrière. Amin Maalouf é o atual secretário perpétuo (posto equivalente a um secretário-geral) desde 2023, sendo a 33ª pessoa a ocupar esse posto.
| Cadeira | Nome               | Eleito(a) em           |
| ------- | ------------------ | ---------------------- |
| 1       | Claude Dagens      | 17 de abril de 2008    |
| 2       | Dany Laferrière    | 12 de dezembro de 2013 |
| 3       | Vago               |                        |
| 4       | Jean-Luc Marion    | 6 de novembro de 2008  |
| 5       | Andreï Makine      | 3 de março de 2016     |
| 6       | Christian Jambet   | 8 de fevereiro de 2024 |
| 7       | Jules Hoffmann     | 1 de março de 2012     |
| 8       | Daniel Rondeau     | 6 de junho de 2019     |
| 9       | Patrick Grainville | 8 de março de 2018     |
| 10      | Florence Delay     | 14 de dezembro de 2000 |
| 11      | Vago               |                        |
| 12      | Chantal Thomas     | 28 de janeiro de 2021  |
| 13      | Maurizio Serra     | 9 de janeiro de 2020   |
| 14      | Vago               |                        |
| 15      | Frédéric Vitoux    | 13 de dezembro de 2001 |
| 16      | Raphaël Gaillard   | 25 de abril de 2024    |
| 17      | Érik Orsenna       | 28 de maio de 1998     |
| 18      | Vago               |                        |
| 19      | Sylviane Agacinski | 1 de junho de 2023     |
| 20      | Vago               |                        |

| Cadeira | Nome                  | Eleito(a) em            |
| ------- | --------------------- | ----------------------- |
| 21      | Alain Finkielkraut    | 10 de abril de 2014     |
| 22      | Vago                  |                         |
| 23      | Pierre Rosenberg      | 7 de dezembro de 1995   |
| 24      | François Sureau       | 15 de outubro de 2020   |
| 25      | Dominique Fernandez   | 8 de março de 2007      |
| 26      | Jean-Marie Rouart     | 18 de dezembro de 1997  |
| 27      | Pierre Nora           | 7 de junho de 2001      |
| 28      | Jean-Christophe Rufin | 19 de junho de 2008     |
| 29      | Amin Maalouf          | 23 de junho de 2011     |
| 30      | Danièle Sallenave     | 7 de abril de 2011      |
| 31      | Michael Edwards       | 21 de fevereiro de 2013 |
| 32      | Pascal Ory            | 4 de março de 2021      |
| 33      | Dominique Bona        | 18 de abril de 2013     |
| 34      | François Cheng        | 13 de junho de 2002     |
| 35      | Antoine Compagnon     | 17 de fevereiro 2022    |
| 36      | Barbara Cassin        | 3 de maio de 2018       |
| 37      | Michel Zink           | 14 de dezembro de 2017  |
| 38      | Marc Lambron          | 26 de junho de 2014     |
| 39      | Jean Clair            | 22 de maio de 2008      |
| 40      | Xavier Darcos         | 13 de junho de 2013     |

## Membros por cadeira
Essa lista contém as pessoas que já ocuparam um dos assentos na Academia Francesa desde a sua fundação em 1635. Foi fechada em 1793, durante a Revolução Francesa, sendo novamente instituída por Napoleão Bonaparte, em 1816. Entre os membros da academia incluem-se escritores, linguistas, historiadores e filósofos. Membros famosos da instituição incluem: Montesquieu, Voltaire e Victor Hugo. A filiação é vitalícia, exceto em caso de expulsão, o que aconteceu com 20 deles. O primeiro caso foi Auger de Moléon de Granier por roubo em 1635 e os mais recentes foram de membros da academia após a libertação em 1945 por terem colaborado com a França de Vichy. A instituição possuiu apenas 10 mulheres membros desde a sua fundação, sendo a primeira eleita Marguerite Yourcenar em 1980 e Hélène Carrère d'Encausse a primeira secretária perpétua de 1999 até sua morte em 2023. A instituição já teve membros que participaram de atividade política, entre eles 5 que já foram presidentes da França e o senegales Léopold Sédar Senghor (que foi presidente do seu país).
| Sumário | Sumário | Sumário | Sumário | Sumário | Sumário | Sumário | Sumário | Sumário | Sumário | Sumário | Sumário | Sumário | Sumário | Sumário | Sumário | Sumário | Sumário | Sumário | Sumário |
| ------- | ------- | ------- | ------- | ------- | ------- | ------- | ------- | ------- | ------- | ------- | ------- | ------- | ------- | ------- | ------- | ------- | ------- | ------- | ------- |
| 1       | 2       | 3       | 4       | 5       | 6       | 7       | 8       | 9       | 10      | 11      | 12      | 13      | 14      | 15      | 16      | 17      | 18      | 19      | 20      |
| 21      | 22      | 23      | 24      | 25      | 26      | 27      | 28      | 29      | 30      | 31      | 32      | 33      | 34      | 35      | 36      | 37      | 38      | 39      | 40      |